# Marienhospital Gelsenkirchen

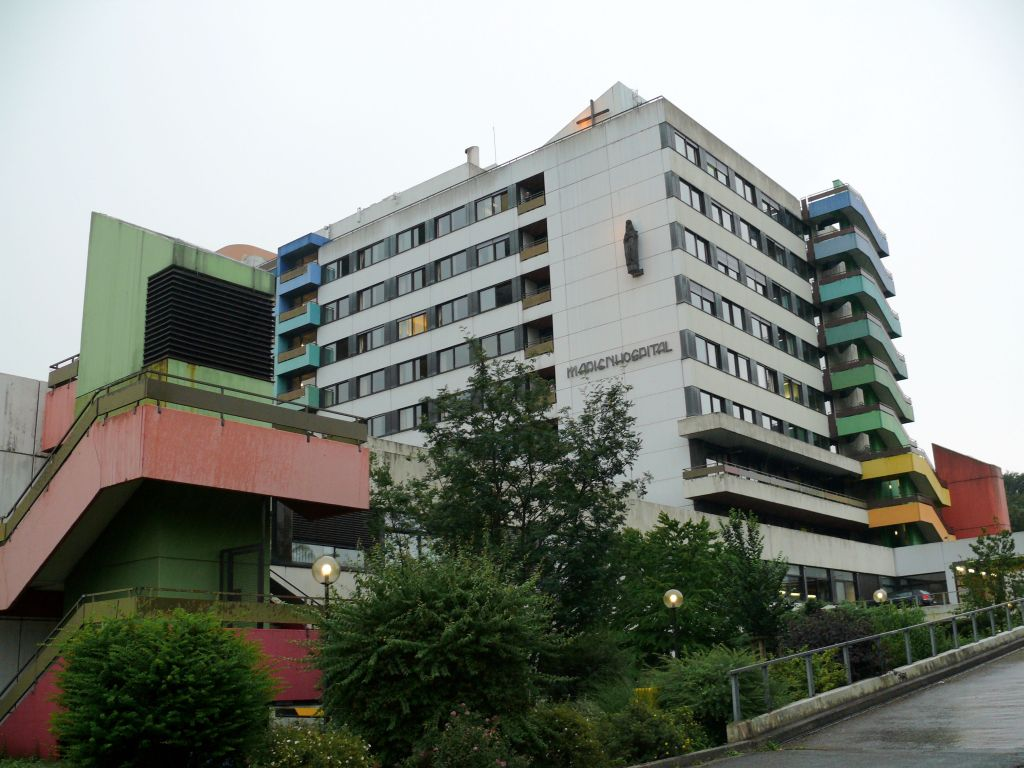
Marienhospital

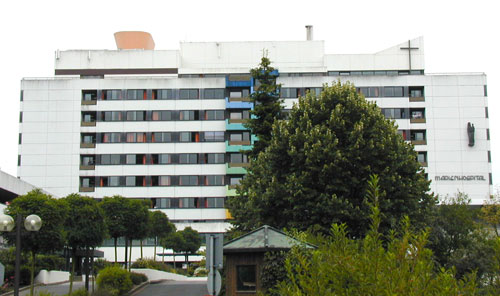
Gebäude von Norden

Das Marienhospital Gelsenkirchen, Akademisches Lehrkrankenhaus der Ruhr-Universität Bochum,  ist ein Akut- und Unfallkrankenhaus am südlichen Stadtrand von Gelsenkirchen im Stadtteil Ückendorf. Es wird von der St. Augustinus Gelsenkirchen GmbH getragen. Es verfügt über 589 Betten und 1.400 Beschäftigte. Pro Jahr werden 28.800 Patienten stationär und 60.600 Patienten ambulant betreut.(Stand 2019) Im Jahre 2004 wurde dem Marienhospital Gelsenkirchen als zweitem Krankenhaus im Ruhrgebiet das KTQ-Gütesiegel verliehen.

## Geschichte
Als erstes Gelsenkirchener Krankenhaus wurde am 24. Mai 1869 das Hospital Maria Hilf durch den Pfarrer der römisch-katholischen Gemeinde St. Augustinus eingeweiht. Im Zuge der Industrialisierung stieg die Bevölkerungszahl Gelsenkirchens in den Folgejahren schnell an. Die damit auch zunehmenden Patientenzahlen brachten das Hospital schon bald an seine Kapazitätsgrenze. An der Kreuzung Kirchstraße / Ringstraße wurde deshalb im Jahr 1872 aus Spenden der Kirchengemeinde St. Augustinus ein neues Haus nach Plänen des Kölner Architekten August Carl Lange errichtet. Seit dem 17. Januar 1873 trägt es den Namen Marienhospital.
Trotz ständiger Erweiterungen und Modernisierungen wurde in den 1960er Jahren klar, dass es in seiner betrieblichen und baulichen Form mit den medizinischen und pflegerischen Ansprüchen nicht mehr Schritt halten konnte. Die Propsteigemeinde St. Augustinus erwarb daher im Jahre 1967 ein ehemaliges Zechengelände und ließ durch das Architekturbüro von Nikolaus Rosiny ein modernes Krankenhaus planen. Nach der Grundsteinlegung am 30. November 1972 durch Bischof Franz Hengsbach nahm das heute noch bestehende Haus an der Virchowstraße am 29. März 1977 seinen Betrieb auf.
Seit dem 1. August 1996 wird das Marienhospital in der Rechtsform einer GmbH geführt. Die Marienhospital Gelsenkirchen GmbH ist eine Tochtergesellschaft der St. Augustinus Gelsenkirchen GmbH, deren Hauptgesellschafter die Propsteigemeinde St. Augustinus ist.

## Fachabteilungen
- Klinik für Chirurgie (Allgemein-, Viszeral- und Endokrine Chirurgie, Thorax-, Gefäß- und Kinderchirurgie)
- Klinik für Onkologie, Hämatologie und Palliativmedizin
- Klinik für Innere Medizin und Gastroenterologie
- Klinik für Kardiologie, Angiologie und Interne Intensivmedizin
- Klinik für Orthopädie und Unfallchirurgie
- Klinik für Gynäkologie und Geburtshilfe (Perinatalzentrum Level 1)
- Klinik für Neonatologie, Kinder- und Jugendmedizin (Perinatalzentrum Level 1)
- Klinik für Hals-Nasen-Ohren-Heilkunde, Plastische Operationen
- Klinik für Urologie, Kinderurologie und urologische Onkologie
- Klinik für Anästhesiologie, Operative Intensivmedizin, Notfallmedizin und Schmerztherapie
- Urologie, Kinderurologie und urologische Onkologie
- Klinik für Diagnostische und Interventionelle Radiologie und Nuklearmedizin
- Klinik für Pneumologie
- Chest Pain Unit (CPU)
- Physikalische Therapie
- Apotheke

## Kinderhospiz Arche Noah
2001 wurde am Marienhospital, als erstes Kinderhospiz im Ruhrgebiet und als Kurzzeiteinrichtung, die Arche Noah eröffnet. Diese Einrichtung für unheilbar erkrankte und schwerbehinderte Kinder und Jugendliche hat sich als Ziel gesetzt, Familien im Umgang mit ihren Kindern zu unterstützen und zu entlasten. In der Arche Noah ist Platz für insgesamt 14 Kinder.

## Aus-, Fort- und Weiterbildung
Seit 1976 verfügt das Marienhospital über eine Schule für Kranken- und Kinderkrankenpflege, seit 1978 ist es akademisches Lehrkrankenhaus der Universität Duisburg/Essen.
Anfang 2003 wurde am Marienhospital das Kirchliche Bildungszentrum für Gesundheitsberufe im Revier GmbH eine zentrale Aus-, Fort- und Weiterbildungsstätte für Pflegeberufe in Gelsenkirchen, gegründet.